# Cornus iberica
Cornus iberica — вид квіткових рослин із родини деренових (Cornaceae).

## Морфологічна характеристика
Це невелике дерево чи кущ.

## Середовище проживання
Вірменія, Азербайджан, Грузія. Росте на схилах і в ярах, у лісах, узліссях, посушливих лісах (ялівцевих насадженнях) і чагарниках; у Вірменії зустрічається в нижньому гірському поясі (700–800 метрів над рівнем моря).

## Використання
Інформації немає.

## Загрози
Загрози для цього виду не до кінця вивчені. Випас і сільськогосподарська діяльність можуть вплинути на вид. Серед можливих загроз є пожежі, але не для субпопуляцій, розташованих поблизу річок. 